# Újév
Az újév a naptári év legelső napja. Világszerte az egyik legünnepeltebb esemény, a legtöbb országban az új év beköszöntét rendezvényekkel, tűzijátékokkal, bulikkal, családi összejövetelekkel ünneplik. A Gergely-naptárat használó nyugati kultúrkörben január 1-jére, a karácsonyi időszak nyolcadik napjára esik.
Magyarországon újév napja munkaszüneti nap.

## Dátuma
A különböző kultúrák legtöbbje csillagászati vagy természeti jelenségekhez kötötte az év kezdetét, és évvégi és újévi ünnepségeket már az ókori mezopotámiaiak és egyiptomiak is tartottak. Volt amelyik civilizációban a tavaszi nap-éj egyenlőség számított fordulópontnak, ilyen volt például a hettiták purulijasz ünnepe.
A nyugati kultúrkörben január 1-jét az ókori rómaiak nevezték ki újév napjának i. e. 46-ban, a julián naptár bevezetésekor. Ezt a dátumot az 567-es tours-i zsinat eltörölte, a következő ezer évben pedig különböző napokat, egyes helyeken karácsonyt vagy húsvétot tekintették az év kezdetének. A legtöbb európai országban március 25-e honosodott meg újév napjaként annak vallásos jelentősége miatt (Gyümölcsoltó Boldogasszony), bár nem rendeztek évköszöntő ünnepségeket, mert az ilyeneket pogány dolognak tekintették.

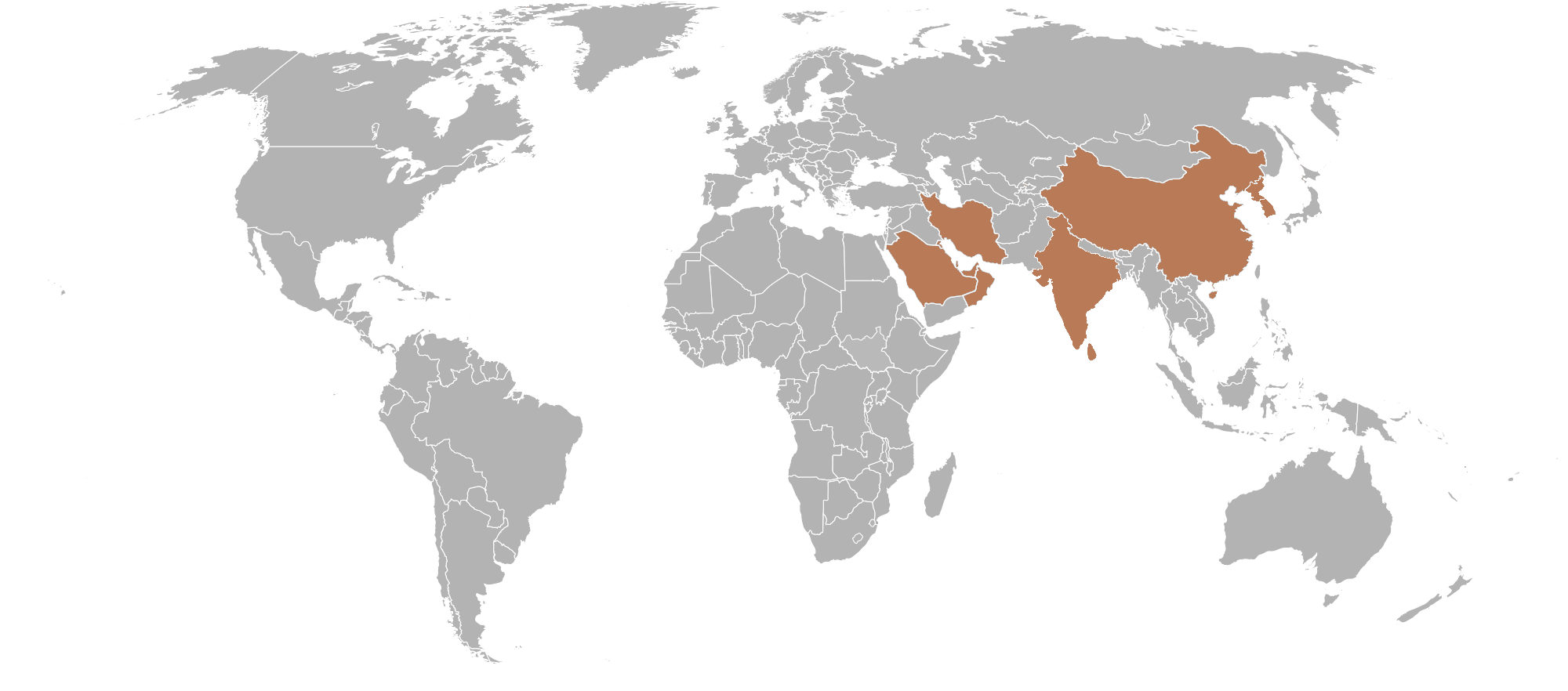
Országok, ahol az újév legünnepeltebb napja január 1-től eltérő napra esik

1582-ben, XIII. Gergely pápa naptárreformjával január 1. lett az általánosan elfogadott dátum, melyet 1691-ben XI. Ince pápa tett véglegessé. Megjegyzendő, hogy egyes országok már korábban, vagy csak később tértek át erre a dátumra; a dél-európai nemzetek már 1362-ben is január 1-jét tekintették az év kezdetének, de Angliában 1752-ig március 25-e volt az újév napja, Görögország pedig csak 1923-ban, a Gergely-naptár bevezetésekor tért át január 1-ére. A „pogány” ünnep ellensúlyozásaként az egyház január 1-ét Jézus körülmetélése ünnepének nevezte ki.
A más naptárakat használó kultúrák január 1-jétől eltérő napokon ünneplik az újévet; a kínai újév például februárra vagy márciusra esik, a zsidó újév szeptemberre vagy októberre, a perzsa újév március 21-ére, az iszlám újév 2021-ben pedig augusztusra.

## Megünneplése
Az újévet sok helyen tűzijátékokkal, családi összejövetelekkel, bulikkal ünneplik. A városok fő terein tömegrendezvényeket szerveznek, az új év beköszönte előtti másodperceket gyakran visszaszámlálás kíséri, ezt követik a pezsgős köszöntések, jókívánságok. Az újévi ünnepléskor megszaporodnak a balesetek: gyakran riasztják a mentőket és tűzoltókat tűzesetek, petárdázás okozta sérülések, verekedések, alkohol és drog okozta rosszullétek miatt.
Jellemző magyar szokás az új év beköszöntekor a Himnusz eléneklése vagy meghallgatása.
Január 1-ének egyik világszerte ismert eseménye a bécsi koncert, amelyet több mint 90 országban egyenes televíziós adásban közvetítenek.

### Magyar népi hagyományok
A magyarság körében újév napjának népies neve kiskarácsony. Ezen a napon régen szokás volt újévi jókívánságokat mondani házról házra járva, amiért a háziak kisebb adományokat adtak a köszöntőknek. Újévkor az egész év sikerét igyekeztek biztosítani különféle kellemes dolgok végzésével, mivel azt gondolták, hogy ami újév napján történik az emberrel vagy amit cselekszik, az egész évben ismétlődni fog – ezért még a betegek is felkeltek az ágyból, továbbá ezen a napon tilos volt bármit is kölcsönvenni vagy kölcsönadni, és tartózkodtak a munkától (mosás, takarítás) és a veszekedéstől. Aki újévkor korán reggel megmosakodott a kútnál, az egész évben friss volt, aki pedig hajnalban elsőként húzott vizet a kútból, az szerencsét hozó „aranyvizet” merített, amiből a családtagokat is megitatták.
- Előírások, tilalmak:[12]
  - baromfievés tilalma – elkaparná, kikaparná a szerencsét a házból. Ehelyett disznóhúst kell fogyasztani, mivel az „kitúrja a szerencsét”
  - lencse, rizs, köles fogyasztása – sok pénzt hoz a házba
  - az első látogató férfi legyen, mert az hozza a szerencsét
  - tilos volt mosni, vagy ruhákat felakasztani a házban.

- Jóslások:[12]
  - amelyik leánynak először viszi el a kutya a kocsonyacsontját, az megy leghamarabb férjhez
  - a napos idő jó évet jósol
  - ha csillagos az ég, rövid lesz a tél
  - ha piros a hajnal, szeles lesz az esztendő.

## Jelképek
Az újévnek számos szerencsehozó jelképe van, ezek közé tartozik a már említett lencsén túl a négylevelű lóhere, a lópatkó és a malac. Néhol a kéményseprő is megjelenik.